# جوش ووترز
جوش ووترز (بالإنجليزية: Joshua Waters)‏ مواليد 24 يناير 1987، هو متسابق دراجات نارية أسترالي. نافس في سباقات بطولة العالم لفئة 250 سي سي ولفئة 125 سي سي ولفئة 50 سي سي. كما شارك في بطولة العالم للسوبربايك.

## روابط خارجية
- جوش ووترز على موقع WorldSBK.com (الإنجليزية)